# Інститут клінічної фізіології АН УРСР
Інститут клінічної фізіології АН УРСР — наукова установа в системі Академії наук УРСР, що існувала в 1934—1953 роках. Створена й очолена академіком Олександром Богомольцем задля проведення досліджень у галузі біомедичних наук. Інститут згуртував у своєму складі більшість видатних вчених у галузі фізіології, патофізіології та медицини того періоду. 1953 року об'єднаний разом з Інститутом експериментальної біології та патології МОЗ у Інститут фізіології АН УРСР.

## Передумови створення
Інститут створений у складі 2-го Відділу ВУАН за постановою Президії ВУАН від 9 травня 1934 року. Мав спочатку назву «Інститут по вивченню організму людини», його директором ще 12 квітня 1934 року був призначений Олександр Богомолець. До складу нового інституту ввійшли кафедри патофізіології, патологічної анатомії, загальної та застосовної фізіології ВУАН.
Кафедра патологічної фізіології була створена в червні 1929 року під керівництвом академіка Олександра Богомольця. До її складу входила лабораторія патологічної фізіології, яка працювала на базі Інституту мікробіології та епідеміології ім. Д. К. Заболотного. На кафедрі та в лабораторії вивчалися проблеми функції ендокринних залоз (гіпофіза, підшлункової залози).
Кафедра загальної і застосовної фізіології утворена 1929 року в зв'язку з обранням академіком Олександра Леонтовича. 1930 року до кафедри долучено неврофізіологічну лабораторію, де працював у 1925—1931 роках Олександр Сковорода-Зачиняєв. У червні 1934 уже в складі Інституту клінічної фізіології була ліквідована лабораторія дослідження ВНД.
Кафедра патологічної анатомії була утворена в листопаді 1927 році як Патологоанатомічна комісія, очолював її академік Микола Мельников-Разведенков. До складу комісії увійшли також нештатні члени: професор Павло Кучеренко (заступник), прозектори Олександра Смирнова-Замкова та Григорій Квятковський, секретарем був лікар Борис Михайлович Соловйов. При комісії існували «Пантеон українських вчених» (колекція мозків), колекція препаратів органів людей, що загинули від отруйних газів, лабораторія расової патології, лабораторія наукового і науково-популярного кінематографу, лабораторія тканинних культур, Бюро для вивчення кров'яних угруповувань та бібліотека зі 100 книжок. При кафедрі планувалося відкриття Музею мозків видатних діячів УРСР та Музею патологічної анатомії. Музей було створено в рамках інституту, на момент захоплення Києва німецькими військами в 1941 році там знаходилося 32 мозки видатних вчених УРСР.
Інститут розмістився в будівлях, зведених для Інституту експериментальної біології і патології Народного комісаріату охорони здоров'я УСРР на вул. Виноградній у Києві. Триповерховий головний корпус було виконано в стилях постконструктивізму і стримлайну. У ньому були лабораторії, аудиторія для семінарів, кабінети керівників інституту. Корпус спочатку зводився у стилі конструктивізму з характерними заокругленими торцями. Однак у період гострої критики авангардного стилю в СРСР архітектор Павло Альошин у 1934 році переробив проєкт. Будівлю мали оздобити рустом, карнизами, пілястрами та рельєфними панно. Водночас через брак коштів фасад виявився з деякими спрощеннями, зокрема не зробили панно. 1940 року завершено спорудження двоповерхової майстерні. Паралельно поруч з інститутом спорудили триповерховий житловий будинок для наукових співробітників. Тут отримала квартиру родина Олександра Богомольця. Навколо житлового будинку було розплановано парк.

## Історія

### Передвоєнний період
На 1 січня 1935 року в інституті працювали 34 працівники, серед яких було 5 академіків, 18 наукових співробітників, 5 науково-допоміжних працівників і 6 службовців

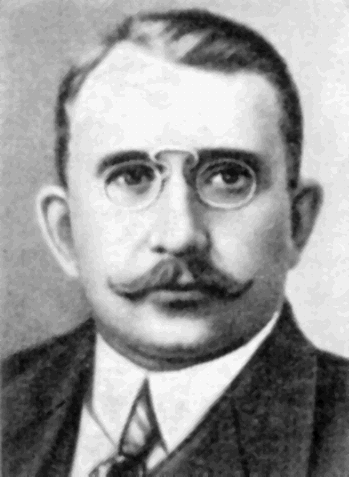
Завідувач відділу Володимир Воробйов

У 1934—1939 роках в інституті було 5 відділів:
- патологічної фізіології (у 1934—1941 роках під керівництвом Миколи Сиротиніна
- нормальної фізіології (у 1936—1943 роках під керівництвом Олександра Леонтовича)
- нормальної анатомії (у 1935—1937 роках під керівництвом Володимира Воробйова)
- патологічної анатомії (у 1934—1937 називався «відділ патологічної морфології» під керівництвом Миколи Мельникова-Разведенкова, з 1938 року під керівництвом Олександри Смирнової-Замкової)
- клінічної медицини (у 1941-45 роках під керівництвом Миколи Стражеска)[4]

У 1937 році в інституті також працювали комплексні групи з проблем вивчення старіння організму, впливу на організм зниженого атмосферного тиску, порушень серцево-судинної системи, цитотоксичної стимуляції. У серпні 1937 року їх керівники Ростислав Кавецький, Микола Сиротинін, Олександра Смирнова-Замкова, Ніна Медведєва, Микола Горєв були призначені офіційно Президією АН УРСР.До грудня 1936 року в інституті існував відділ психоневрології під керівництвом О. Ющенка.
Усього в інституті на початок 1940 року працювали 42 науковці. Відділ патофізіології на початок 1939 року мав 8 наукових співробітників, на початок 1940 року — 17; нормальної фізіології — 4 і 9 відповідно; патологічної анатомії — 5 і 6, клінічної медицини 6 і 11. Відділ нормальної анатомії існував до 1939 року, коли в ньому працювали 3 співробітники. У 1939 році його було розформовано, а замість нього утворено відділ експериментальної офтальмології з 4 співробітниками.
При інституті також діяла майстерня, яка створювала потрібні науковцям прилади, зокрема крутильні ваги, кімографи, манометри, вакуумні насоси, лічильники часу, столи для штучного дихання.
У 1935—1940 роках в інституті було організовано низку щорічних тематичних конференцій з проблем клінічної фізіології, які мали всесоюзне значення. Провели окремі конференції з алергії (1936), недостатності кровообігу (1937), шоку (1937), гіпертонії (1939), генезу та профілактики старіння, з фізіології та патології системи сполучної тканини. 1936 року також було проведено конференцію з питань медичної біології разом з Інститутом зоології і біології, а також Інститутом експериментальної біології і патології НКОЗ УРСР. Також було проведено серію районних та обласних з'їздів лікарів, а також виїздних наукових конференцій, зокрема в Умані з питань алергології та онкології та Молдавській АРСР.
Бюджет інституту на початковому етапі постійно зростав: 125,5 тисяч карбованців у 1934 році, 201,7 у 1935, 281,0 у 1936, 406,1 у 1937 роках. Додатково у жовтні 1934 року було виділено 6 тисяч карбованців на роботу кафедри Миколи Стражеска, а у червні 1935 року вирішено просити НКОЗ побудувати для неї додатковий поверх у терапевтичній клініці на більварі Шевченка 17 .

### Німецько-радянська війна

#### В евакуації
Під час радянсько-німецької війни більша частина співробітників була евакуйована. Інститут працював в Уфі, зокрема деякі лабораторії співпрацювали на Уфімській станції переливання крові, створюючи нові методи заготівлі консервованої крові. Частина вчених була в діючій армії, зокрема Іван Іщенко служив на посаді головного хірурга Південно-Західного фронту, Ростислав Кавецький — старшим інспектором-консультантом фронтового евакоштабу Південно-Західного і Сталінградського фронтів, Володимир Василенко — головним терапевтом 1-го Українського фронту, Давид Яновський — головним терапевтом 3-го Українського фронту.
До інституту було також додано евакуйованих вчених з інших міст УРСР, зокрема Володимира Філатова й Віктора Протопопова, які організували відповідно офтальмологічні та психіатричні дослідження. До колективу інституту доєдналися Євген Татаринов та Георгій Фольборт, які продовжили роботу в інституті й після війни. Також до роботи було тимчасово залучено медиків Бориса Лінберга, Ноя Морозовського, Михайла Барона, С. В. Михайловського.
За час перебування в евакуації інститут виготовляв, а також досліджував властивості антиретикулярної цитотоксичної сироватки. У липні 1942 року було проведено наукову конференцію, присвячену цьому препарату. У 1943 році виготовлено понад 2 мільйони доз сироватки. Також було досліджено можливість повторного взяття крові у донорів (Надія Юдіна), вивчено наслідки використання ефедрину та пітуїтрину під час переливання крові (Микола Горєв), створено безпечний інсектицид проти вошей (Олександр Леонтович), досліджено функцію гемато-паренхіматозного бар'єра (Микола Стражеско, Олександра Смирнова-Замкова), вивчено патогенез раневого сепсису (Микола Стражеско). Під час евакуації 5 співробітників інституту захистили докторські дисертації: зокрема Ніна Медведєва на тему «Кортикалін» і Василь Комісаренко на тему «Патогенез інсулінового шоку», а також Юрій Спасокукоцький, Надія Юдіна та Олег Богомолець.

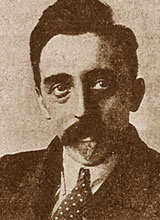
Федір Богатирчук — директор Інституту експериментальної медицини за німецької адміністрації в Києві

#### В окупації
Під час німецької окупації Києва 1941—1943 років будівлю інституту займала адміністрація київського міського комісара Райхскомісаріату Україна. Тим часом Київська міська управа ухвалила рішення про приєднання Науково-дослідного інституту експериментальної біології і патології до Інституту клінічної фізіології.  Новостворений Інститут експериментальної медицини очолив Федір Богатирчук.
Серед співробітників ІЕМ були Іван Базилевич, Микола Сиротинін, Наталія Туркевич, лабораторією гістології завідувала Тетяна Шведкова-Роше.

### Післявоєнний період
Інститут було повернуто до Києва у травні-квітні 1944 року. Станом на липень 1944 інституту був призначений штатний розпис у 74 посади, з них 43 наукових. Станом на 1945 рік в інституті були такі відділи:
- патологічної фізіології (керівник Олег Богомолець)
- патологічної анатомії (керівниця Олександра Смирнова-Замкова)
- клінічної медицини (керівник Микола Стражеско)
- психоневрології (керівник Віктор Протопопов)
- експериментальної офтальмології (керівник Володимир Філатов)

Також до складу інституту входили дві лабораторії: експлантації тканин (керівник Олександр Тимофеєвський) та вивчення впливу пониженого атмосферного тиску на організм (керівник Микола Сиротинін).
У 1946—1953 директором Інституту клінічної фізіології АН УРСР був професор Ростислав Кавецький. Станом на початок 1947 року в інституті займалися вдосконаленням методів лікування за допомогою антиретикулярної цитотоксичної сироватки та методів її отримання. Також вивчали фізіологію сполучної тканини та вегетативної нервової системи. Серед тем інституту були закінчені роботи академіка АН УРСР Григорія Маркелова «Вегетативна нервова система, її структура і функція», члена-кореспондента АН УРСР Олександри Смирнової-Замкової — з вивчення основної аргірофільної речовини, група робіт з філогенезу фізіологічної системи та з фізіології вегетативної нервової системи члена-кореспондента АН УРСР Ніни Медведєвої. У 1946—1947 році в інституті працювали 5 академіків та 6 членів-кореспондентів АН УРСР, 17 докторів і 13 кандидатів наук. При цьому Президія АН УРСР констатувала нестачу молодших наукових співробітників та аспірантів.
У 1948—1949 роках до складу вченої ради інституту входили: Ростислав Кавецький (голова), академіки Микола Стражеско, Володимир Філатов, Віктор Протопопов, Макс Губергріц, академік АМН СРСР, член-кореспондент АН УРСР Олександр Тимофєєвський, члени-кореспонденти Олександра Смирнова-Замкова, Василь Комісаренко, Євген Татаринов, Микола Сиротинін, Георгій Фольборт, Олександр Лур'є, Іван Іщенко, член-кореспондент АМН СРСР, професор Микола Горєв, доктори медичних наук Петро Марчук (вчений секретар), Юрій Спасокукоцький, Федір Примак, Олег Богомолець, кандидат медичних наук М. Т. Могила (представник партійної організації), представник профспілкової організації.
З серпня 1946 року до січня 1947 року директор інституту Ростислав Кавецький перебував у відрядженні в США, а обов'язки директора виконував Олег Богомолець. Головною тематикою інституту на 1947 рік президія АН УРСР затвердила «Проблему фізіологічної системи сполучної тканини». Того ж року в інституті було проведено конференцію з проблем гіпоксії.
У 1948 році в інституті було відновлено відділ нормальної фізіології та реорганізовано лабораторію з вивченню впливу оточення на організм людини у відділ порівняльної патології. Того ж року Георгія Фольборта призначили завідувачем відділу нормальної фізіології, відділ загальної фізіології очолив Бабський, Євгена Татаринова призначили на посаду завідувача лабораторією реактивності організму, а Ростислав Кавецький очолив відділ патофізіології. 9–12 жовтня 1948 року в інституті відбулася конференція з проблем кисневої недостатності.
10–13 грудня 1949 року відбулася конференція щодо вікових змін обміну речовин і реактивності організму.
5 травня 1950 року на засіданні Президії АН УРСР голова Відділу біологічних наук Павло Свириденко розкритикував інститут за недостатню увагу до наукової спадщини Івана Павлова. 21 липня, після так званої «павловської сесії» АН СРСР у Москві, Інститут клінічної фізіології було додатково розкритиковано як такий, що «не став центром УРСР в галузі фізіології», за винятком відділів Віктора Протопопова та Георгія Фольборта. Відділ загальної фізіології й відділ фізіології травлення та трофічних функцій було приєднано до відділу нормальної фізіології Фольборта.
Інститут організовував сесію, присвячену 75-річчю від дня народження В. П. Філатова 13–14 грудня 1950 року, а 20–23 грудня — конференцію з питань кисневої терапії.
У 1950 році було також створено лабораторію морфології нервової системи під керівництвом Ії Володимирівни Торської
У 1951 році було реорганізувано відділ психіатрії у відділ фізіології та патології вищої нервової діяльності з лабораторією для вивчення вищої нервової діяльності людини і тварини та психіатричною клінікою. При відділі ненормальної фізіології утворили лабораторії фізіології травлення, трофічних функцій, фізіології сільськогосподарських тварин, а при відділі патофізіології — лабораторію кортико-вісцеральної патології. Інститут звернувся до Президії АН УРСР з проханням збільшити штати на 49 посад.

## Основні наукові результати
Дослідження інституту були спрямовані на опис фізіологічної системи сполучної тканини, зокрема щодо дії так званої «антиретикулярної цитотоксичної сироватки», як стимулятора імунітету та регенерації тканин. Також дослідження були спрямовані на вивчення фізіологічних механізмів довголіття людини, зокрема вплив на нього умов гіпоксії.
Низка дослідників працювали над анатомією та фізіологією нервової системи, а також вивчали вищу нервову діяльність.
У галузі патофізіології працівники інституту вивчали патогенез захворювань серця та судин, онкологічних захворювань.
Одеська група під керівництвом Володимира Філатова досягла успіхів у галузі трансплантації тканин, зокрема тих, що формують око.

## Видання
Інститут видавав «Медичний журнал АН УРСР» у 1934—1954 роках, в ньому публікувалися лише праці співробітників інституту. До складу редколегії «Медичного журналу» в 1948—1949 році входили — член-кореспондент АН УРСР Ростислав Кавецький (відповідальний редактор), академіки — Микола Стражеско, Володимир Філатов, Віктор Протопопов, Макс Губергріц, члени-кореспонденти — Василь Комісаренко, Георгій Фольборт, професор Микола Горєв, доктор медичних наук Петро Марчук (секретар), доктор медичних наук Олег Богомолець, представник Міністерства охорони здоров'я.
Паралельно в 1951-1952 роках в інституті видавався збірник «Вопросы физиологии».

## Відомі науковці

### Директори
- Олександр Богомолець 1934-1946
- Ростислав Кавецький 1946-1953
- Олег Богомолець (в. о.) 1946-1947

### Члени АН УРСР, АН СРСР, АМН СРСР
- Макс Губергріц
- Василь Комісаренко
- Віктор Протопопов
- Микола Стражеско
- Володимир Філатов
- Георгій Фольборт
- Володимир Воробйов
- Микола Горєв
- Микола Мельников-Разведенков
- Олександра Смирнова-Замкова

### Інші
- Іван Базилевич (1934-1941), також в окупації 1941-1943